# Панкреатическая липаза
Панкреатическая липаза (КФ 3.1.1.3) — разновидность липаз вырабатываемая в поджелудочной железе, пищеварительный фермент, относящийся к классу гидролаз, подклассу эстераз. По действию на липиды панкреатическая липаза похожа на печёночную липазу крови.

## Синтез и роль
Панкреатическая липаза синтезируется в поджелудочной железе и выделяется в просвет двенадцатиперстной кишки и в тонкий кишечник, где расщепляет жиры пищи —- триглицериды — на глицерин и высшие жирные кислоты. Таким образом, эта липаза является важнейшим ферментом в процессе переваривания жиров. Панкреатическая липаза гидролизует молекулы жиров, поступающие с пищей. При заболеваниях поджелудочной железы активность липазы значительно повышается, и липаза в большом количестве начинает выделяться в кровь. Понижение уровня липазы может происходить при онкологических заболеваниях, кроме рака поджелудочной железы, и при неправильном питании (избытке триглицеридов в пище).